# Fortunio Bonanova
Fortunio Bonanova, pseudònim de Josep Lluís Moll (Palma, 13 de gener de 1895 - Woodland, Califòrnia, 2 d'abril de 1969), va ser baríton, actor de cinema i teatre, productor, director, amb aparicions notables a televisió com a convidat i va participar amb funcions diferents a alguns films i sèries de televisió, ballarí, dramaturg, i novel·lista. Segons Lluis Fàbregas Cuixart, el pseudònim Fortunio Bonanova corresponia al seu desig de cercar fortuna i a l'estimació pel barri de la Bonanova, de Palma.

## Biografia
Fortunio Bonanova va ser telegrafista de professió. Estudià música amb l'italià Giovachini. Primer estudià a Madrid i després a París. L'any 1921 debutà com a cantant amb la romança de Tannhäuser, al Teatre Principal de Palma. Aquell any, amb Jorge Luis Borges i alguns intel·lectuals mallorquins, signà el Manifiesto del Ultra, utilitzant el pseudònim amb què es feu famós. Aquell any també debutà amb el film Don Juan Tenorio sobre l'argument de José Zorrilla, dels germans Ramon i Ricard de Baños, en blanc i negre i muda, que va ser presentat l'any següent a Nova York i a Hollywood. El 1924 dirigí la pel·lícula muda Don Joan.
El 1927 actuà a la pel·lícula Love of Sonya d'Albert Parker, amb Gloria Swanson. Fins a l'any 1932, participà, amb petits papers, en produccions a Hollywood, al costat d'artistes com Joan Bennett i Mary Astor. En aquella època interpretà a Nova York algunes òperes i sarsueles com La canción del olvido, La duquesa del Bal Tabarin, Los gavilanes i La montería.
El 1932 actuà a Careless Lady, dirigida per Kenneth Mackenna, fent el paper de Rodríguez. Aquest mateix any participà com a Pietro Rafaelo el pianista, a A Successful Calamity, de John G. Adolfi. El 1934 torna a Espanya i col·labora a la pel·lícula El desaparecido d'Antonio Graciani, on feia de primer actor. El 1935 actuà al musical de Máximo Nossik Poderoso caballero, també com a primer actor.
El 1936, a causa de la guerra civil, torna als Estats Units i participà en el film Capitán Tormenta, de Jules Bernhardt, fent el primer paper, «Capitan Bill». Aquest mateix any participà en El carnaval del diablo de Carlos F. Borcosque, on feia el paper de protagonista; i a El castigador castigado, de Ricard de Baños, en un dels primers papers. El 1938 participà a Romance in the Dark. El 1938 fa el paper de Barrera a Tropic Holiday de Theodore Reed. Aquest mateix any va fer un paper menor a Bulldog Drummond in Africa, dirigida per Louis King. El 1939 fa de primer actor a La Inmaculada, de Louis J. Gasnier.
A partir de 1940 una intensa activitat fílmica el fa col·laborar en més de quaranta pel·lícules, a I Was an Adventuress, Down Argentine Way, The Mark of Zorro, totes tres el 1940. That Night in Rio, They Met in Argentina, el 1941. També participà com a secundari a Citizen Kane, d'Orson Welles, on feia el paper de «Signor Matiste». Blood and Sand, Moon Over Miami, Unfinished Business, Two Latins from Manhattan, Yank in the RAF, totes el 1941. Mr. and Mrs. North, Four Jacks and a Jill, Obliging Young Lady, Sing Your Worries Away, Larceny Inc., Gil Trouble, Black Swan, el 1942. Hello, Frisco, Hello, el 1943. Five Graves to Cairo, estrenada a Espanya amb el títol de Cinco tumbas al Cairo (1943); i Dixie. Així mateix a For Whom The Bells Tolls (1943) de Sam Wood, doblada al castellà com Por quién doblan las campanas, fent el paper de «Fernando». El mateix any va participar en The Song of Bernadette. El 1944 va participar en The Sultan's Daughter, Ali Baba and the Forty Thieves, My Best Gal, Falcon in Mexico, Double Indemnity (Perdición), Mrs. Parkington, Brasil.
El 1945 actuà a Where Do We Go from Here?, A Bell for Adano, Man Alive, Hit the Hay, Red Dragon, The Sailor Takes a Wife. El 1946 fa Pepita Jiménez, Monsieur Beaucaire. [[The Sun Also Rises]] (Fiesta) de l'any 1947. El mateix any La diosa arrodillada, El fugitiu i Rose of Santa Rosa. Romance on the High Seas, Angel of the Amazon, Adventures of Don Juan, l'any 1948. Bad Men of Tombstone i Whirpool el 1949. Nancy Goes to Rio, September Affair, el 1950. Havana Rose (1951). Thunder Bay, Moon Is Blue, So This Is Love (The Grace Moore Story, al Regne Unit), Perseguida, Conquest of Cochise i Die Jungfrau auf dem Dach, del 1953. New York Confidential, Kiss Me Deadly, a la sèrie de televisió The Count of Monte Cristo, el 1955. El 1956 actuà a Jaguar; i el 1957 a An Affair to Remenber.
El 1959 feu un paper a Thunder in the Sun. A Espanya actuà a la pel·lícula rodada a Eivissa, el 1961, Los tres que robaron un banco. Al film de John Ford L'home que va matar Liberty Valance, del 1962. L'any següent (1963) participà a Running Man de Carol Reed, amb dos actors espanyols que després tendrien molt de nom: Fernando Rey i Juanjo Menéndez. El 1964 participà en la pel·lícula La muerte silba un blues de Jesús Franco; i el 1967 a The Million Dollar Collar.
Va participar en unes 80 pel·lícules, encara que en algunes, les escenes on sortia no van ser posades a la versió final. També va fer de conseller tècnic a Blood and Sand (1941) (no sortia als crèdits), com a productor a La Inmaculada (1939), i com a director a Don Joan (1924). A la televisió va actuar com un convidat notable en set ocasions i va actuar a la pel·lícula Ballad of Hector, the Stowaway Dog (1964) feta per a la televisió, on tenia el paper d'inspector.
Morí a causa d'un vessament cerebral.
La seva tomba és al Holy Cross Cemetery de Culver City, al comtat de Los Angeles.

## Filmografia

### Com a actor
- 1922: Don Juan Tenorio
- 1924: Don Joan
- 1932: Careless Lady: Rodriguez
- 1932: A Successful Calamity: Pietro Rafaelo, the Pianist
- 1934: El Desaparecido: Repórter
- 1935: Poderoso caballero
- 1936: El Castigador castigado
- 1936: El Capitan Tormenta: Capt. Bill
- 1936: El Carnaval del diablo
- 1938: Romance in the Dark: Tenor
- 1938: Tropic Holiday: Barrera
- 1938: Bulldog Drummond in Africa: African police corporal
- 1939: La Inmaculada
- 1940: I Was an Adventuress: Orchestra Leader
- 1940: Sous le ciel d'Argentine (Down Argentine Way): Hôtel Manager
- 1940: Le Signe de Zorro (The Mark of Zorro): Sentry
- 1941: Une nuit à Rio (That Night in Rio): Pereira, the Headwaiter
- 1941: They Met in Argentina: Pedro, Ranch Blacksmith
- 1941: Citizen Kane: Signor Matiste
- 1941: Arènes sanglantes (Blood and Sand): Pedro Espinosa
- 1941: Soirs de Miami (Moon Over Miami): Mr. Pretto, el gerent de l'hotel
- 1941: Unfinished Business: Impresario
- 1941: Two Latins from Manhattan: Armando Rivero
- 1941: A Yank in the RAF: Louis, Headwaiter at Regency
- 1942: Four Jacks and a Jill: Mike - Nightclub Owner
- 1942: Mr. and Mrs. North: Buano
- 1942: Call Out the Marines: El cap
- 1942: Obliging Young Lady: Cap
- 1942: Sing Your Worries Away: Gaston
- 1942: Larceny, Inc.: Anton Copoulos, barber
- 1942: Girl Trouble: Simon Cordoba
- 1942: Le Cygne noir (The Black Swan): Don Miguel
- 1943: Hello Frisco, Hello: cantant d'òpera
- 1943: Five Graves to Cairo: Gen. Sebastiano
- 1943: Dixie: Cambrer
- 1943: For Whom the Bell Tolls: Fernando
- 1943: The Song of Bernadette: Imperial Prince Louis
- 1944: The Sultan's Daughter: Kuda
- 1944: Ali Baba and the Forty Thieves: Old Baba
- 1944: My Best Gal: Charlie
- 1944: Going My Way: Tomaso Bozanni
- 1944: Double Indemnity: Sam Garlopis
- 1944: Mrs. Parkington: Signor Cellini
- 1944: Brasil: Senor Renato Da Silva
- 1945: Where Do We Go from Here?: Christopher Columbus
- 1945: La Pícara Susana
- 1945: A Bell for Adano: Cap de policia Gargano
- 1945: L'home era viu (Man Alive): Prof. Zorado
- 1945: Hit the Hay: Mario Alvini
- 1945: Red Dragon: Insp. Luis Carvero
- 1945: The Sailor Takes a Wife: Telephone Man
- 1946: Pepita Jiménez
- 1946: Le Joyeux barbier (Monsieur Beaucaire): Don Carlos
- 1947: Fiesta: Antonio Morales
- 1947: La Diosa arrodillada: Nacho Gutierrez
- 1947: Dieu est mort (The Fugitive): The Governor's Cousin
- 1947: Rose of Santa Rosa: Don Manuel Ortega
- 1948: Romance à Rio (Romance on the High Seas): Plinio
- 1948: Tam-tam a l'Amazone (Angel on the Amazon): Sebastian Ortega
- 1948: Les Aventures de Don Joan (Adventures of Don Juan): Don Serafino
- 1949: J'ai épousé un hors-la-loi (Bad Men of Tombstone): Mingo
- 1949: Le Mystérieux docteur Korvo (Whirlpool): Feruccio di Ravallo
- 1950: September Affair: Grazzi
- 1950: Voyage à Rio (Nancy Goes to Rio): Ricardo Domingos
- 1950: Les Amants de Capri (September Affair): Grazzi
- 1951: Havana Rose: Ambassador DeMarco
- 1953: Le Port des passions (Thunder Bay): Xèrif Antoine Chighizola
- 1953: The Moon Is Blue: Artista de televisió
- 1953: So This Is Love: Dr. Marafioti
- 1953: Perseguida (Second Chance): Mandy
- 1953: Conquest of Cochise: Mexican Minister
- 1953: Die Jungfrau auf dem Dach: TV Ansager
- 1955: New York confidentiel (New York Confidential): Senor
- 1955: Un petó mortal (Kiss Me Deadly): Carmen Trivago
- 1956: Jaguar: Francisco Servente
- 1957: Tu i jo (An Affair to Remember): Courbet
- 1958: L'Implacable poursuite (The Saga of Hemp Brown): Serge Bolanos
- 1959: El congost de la mort (Thunder in the Sun): Fernando Christophe
- 1963: Le Deuxième homme (The Running Man): Spanish Bank Manager
- 1964: Agent 077 operation Jamaique (La Muerte silba un blues)

### Com a productor
- 1939: La Inmaculada

### Com a realitzador
- 1924: Don Joan